# Graphopsocus cruciatus
Graphopsocus cruciatus is een soort van Psocoptera uit de familie Stenopsocidae. De soort werd in 1930 vanuit Azië of Europa in het Westen geïntroduceerd.

## Kenmerken
De insecten bereiken een lengte van 2 tot 2,9 millimeter. De voorvleugels hebben een karakteristiek patroon. De soort heeft vijf donkere markeringen op de eerste helft van de vleugel en een lichte "F"-achtige markering op de tweede helft. De vrouwtjes hebben vaak verkorte vleugels (brachypteer). De kop is donkerbruin en het achterlijf is geel. De bovenkant van de thorax heeft verschillende grote donkerbruine vlekken. De nek en poten zijn lichtgeel.

## Verspreiding en habitat
De soort heeft een Holarctische verspreiding. Het komt bijna overal in Europa voor en is hier een van de meest voorkomende stofluissoorten. In het noorden strekt het voorkomen zich in Europa uit tot Fennoscandinavië en de Britse Eilanden, in het zuiden over de Middellandse Zee tot Noord-Afrika, Madeira en de Canarische Eilanden. Het is waarschijnlijk in de jaren dertig in Noord-Amerika geïntroduceerd.

## Levenswijze
De stofluis kan worden waargenomen van mei tot september. Ze worden vaak aangetroffen op loofbomen en zuigen aan de knoppen en bladeren. De soort vormt twee generaties per jaar in Midden-Europa en overwintert als imago. De vrouwtjes leggen ongeveer 10-20 eieren op een blad of ander oppervlak en spinnen dan een zijdeachtig web over het eierlegsel.